# Beavis and Butt-Head Do the Universe
Beavis and Butt-Head Do the Universe es una película de comedia de ciencia ficción y aventura animada para adultos estadounidense de 2022 dirigida por John Rice y Albert Calleros y escrita por Mike Judge y Lew Morton. Es la segunda película basada en la serie animada de televisión Beavis and Butt-Head después de Beavis and Butt-Head Do America (1996). La película sigue a los delincuentes adolescentes Beavis y Butt-Head, que son transportados de 1998 a 2022, se encuentran con versiones de universos paralelos de sí mismos y son perseguidos por el gobierno de los EE. UU.
La película fue anunciada en febrero de 2021. La producción se realizó de forma remota a través de conferencias Zoom debido a la pandemia de COVID-19. John Frizzell, que compuso Do America, volvió a componer la partitura. La película se estrenó en el servicio de transmisión Paramount + el 23 de junio de 2022 y recibió críticas positivas de los críticos.

## Argumento
En Highland, Texas, en 1998, Beavis y "Butt-Head" Boothroid queman accidentalmente la feria de ciencias de su escuela secundaria. Creyendo que son jóvenes en riesgo, un juez los envía al campamento espacial en el Centro Espacial Johnson, donde quedan absortos en un simulador de acoplamiento. Impresionada, la astronauta de la NASA, la capitana Serena Ryan, los invita a entrenarse como astronautas, lo que confunden con una oferta de sexo. Se someten a un entrenamiento y abordan el transbordador espacial Endeavour para estudiar un microagujero negro.
En el espacio, Beavis y Butt-Head crean una catástrofe. Cuando Serena se ofrece como voluntaria para sacrificarse, lo confunden con otra oferta de sexo. Se ponen sus trajes espaciales y observan a Serena a través de una ventana mientras se prepara para cambiarse. Enfurecida, Serena usa los controles del transbordador para lanzarlos al espacio, donde son absorbidos por el agujero negro.
Los chicos emergen en Galveston en 2022. El Pentágono detecta su llegada y comienza a rastrearlos; Serena, ahora gobernadora de Texas, promete matarlos para encubrir su intento de asesinato. Los chicos conocen versiones inteligentes de sí mismos de otro universo, Smart Beavis y Smart Butt-Head, quienes explican que tienen dos días para ingresar a un portal en la cima del monte Everest para evitar la destrucción del multiverso .
Beavis y Butt-Head confunden un iPhone por una mini tele y se roban el iPhone de una familia que les pidió tomar una foto y empiezan a utilizarlo para hacer compras y accidentalmente activan Siri, que confunden con Serena; Beavis desarrolla sentimientos por ella. Cuando Siri se ofrece a instalar su hogar inteligente, creen que Serena los está esperando en Highland. Después de que Beavis queda atrapado en un orinal portátil y se quedan dormidos donde Beavis sueña que tiene sexo con Serena y Butt-Head con unas chicas, cuando se despiertan, él y Butt-Head son transportados a una universidad. Smart Beavis y Smart Butt-Head los instan a ingresar al portal, que han movido cerca, pero en lugar de eso, deambulan por una clase de estudios de género, donde el profesor les da una conferencia sobre el privilegio blanco. Tomando esto en el sentido de que tienen derecho a hacer lo que quieran, roban un coche de policía y son arrestados. En la cárcel, Beavis toma pastillas que le dio un recluso, se transforma en su alter ego hiperactivo Cornholio e incita a un levantamiento. Al descubrir que los niños aparentemente murieron en 1998, el alcaide decide que son ángeles y los libera.
Los niños llegan a casa esperando encontrar a Serena, pero descubren que se ha puesto a la venta. Se culpan mutuamente y se separan, pero los funcionarios del gobierno los secuestran rápidamente. El teniente oprimido de Serena, Hartson, secretamente libera a los niños, diciendo que sabe lo que Serena les hizo. Smart Beavis y Butt-Head los instan a entrar al portal, pero los chicos los ignoran.
Todas las partes llegan a la casa de Beavis y Butt-Head. Cuando Serena está a punto de dispararles, se da cuenta de que no son sus enemigos, solo adolescentes tontos. Smart Beavis y Smart Butt-Head instan a Beavis y Butt-Head a ingresar al portal, pero Hartson es succionado accidentalmente, cerrando la grieta y salvando el multiverso. Mientras Beavis intenta expresar su amor por Serena, Smart Beavis interrumpe y se ofrece a mostrarle el cosmos; ella se va con él y Smart Butt-Head. A cambio de su silencio, el gobierno les devuelve a Beavis y Butt-Head su casa en su estado original. En otro universo, los Beavises y Butt-Heads alternativos reunidos aplauden a Smart Beavis por convertirse en los primeros Beavis en tener relaciones sexuales.

## Reparto
- Mike Judge como Beavis y "Butt-Head" Boothroid, David Van Driessen, director McVicker, Smart Beavis, Smart Butt-Head, Beavis Viejo, Butt- Head Viejo, Emperatriz Beavis, Emperador Butt-Head
- Gary Cole como Mattison
- Nat Faxon como Jim Hartson
- Chi McBride como Metcalf, juez
- Andrea Savage como Serena Ryan
- Carlos Alazraqui como Especialista de Vuelo Valdivia
- Susan Bennett como Siri
- Mary Birdsong como reportera
- Greg Chun como conductor de autobús
- Phil Davis como operador de la línea directa federal para denunciantes
- Chris Diamantopoulos como Oficial de Policía, Prisioneros, Oficiales Correccionales
- Zehra Fazal como Butt-Head Mujer de Fantasía #1
- Ashley Gardner como Anita Ross
- David Herman como Turista alemán, Gage, alcaide de la cárcel
- Brian Huskey como Richard Wack
- Toby Huss como Todd Ianuzzi
- Phil LaMarr como El especialista en vuelo Jackson, agentes de la NSA, oficial de policía
- Whitney Martin como Prisionera falta de respeto
- Mike Massimino como Voz de control de lanzamiento
- Jim Meskimen como Director de la NASA Ogilvie, Líder del equipo de extracción, Prisioneros
- Tig Notaro como Profesor
- Toks Olagundoye como Ayudante de campaña, Butt-Head Mujer de Fantasía #2 & 3, y alumnas
- Jimmy O. Yang como El especialista en vuelo Jung, Jeff
- Stephen Root como Tatuador de la cárcel
- Martin Starr como Oficial de prisiones, motociclista que patea pelotas
- Tru Valentino como McCabe, director de prisiones

Daria Morgendorffer, Tom Anderson, Stewart Stevenson y Coach Buzzcut hacen cameos silenciosos.

## Producción
En 2008, Judge declaró: "Me gusta dejar la puerta abierta a Beavis and Butt-Head, porque es lo que más me gusta de todos los que he hecho. Es lo que más me enorgullece". Sin embargo, expresó sus reservas con respecto al "año y medio a dos años y medio" que tomaría "hacer eso bien", y dijo que un proyecto de avivamiento "surge cada tres años". En 2009, mientras promocionaba su película Extract, Judge dijo que le gustaría volver a ver a los personajes en la pantalla grande y que "pienso que tienen 15 o 60 años. No me importaría hacer algo con ellos como estos dos viejos sucios sentados en el sofá".
En marzo de 2018, Judge le dijo a Rotten Tomatoes que la idea de hacer una segunda película de Beavis and Butt-Head se había planteado dos meses antes y dijo: "Es solo cuestión de tener una idea que parezca que vale la pena". En julio de 2019, Judge volvió a reiterar su interés en una posible película y dijo: "Tengo algunas ideas. Creo que tendría que ser algo que lo haga relevante hoy. Creo que podría haber descubierto una manera de hacer eso". Dijo además que probablemente lo dirigiría.
En febrero de 2021, se anunció que Paramount+ estaba produciendo una nueva película de Beavis and Butt-Head, con Mike Judge a bordo, aunque decidió no dirigir la película. La noticia llegó luego del anuncio de una serie de reactivación el año anterior, que originalmente se emitió en Comedy Central. En enero de 2022, Judge tuiteó dibujos de versiones anteriores de Beavis y Butt-Head. Un mes después, el título de la película se reveló como Beavis and Butt-Head Do the Universe. John Frizzell, que compuso la banda sonora de Do America, volvió a componer la partitura. Toda la producción se realizó de forma remota a través de conferencias Zoom debido a la pandemia de COVID-19.
Mientras que la serie y la primera película Do America fueron animadas por Rough Draft Studios, los servicios de animación para Do the Universe fueron proporcionados por Titmouse, Inc, Snipple Animation Studios e Inspidea, lo que la convierte en la primera animación oficial de Beavis and Butt-Head realizada con Adobe Animate CC.
El 2 de junio de 2022 se lanzó el tráiler. Un adelanto debutó tres días después, en los MTV Movie & TV Awards.

## Lanzamiento
La película se estrenó el 23 de junio de 2022 en Paramount+. En el Reino Unido, la película se estrenó un día después, el 24 de junio de 2022, en Paramount+.
La banda sonora fue lanzada digitalmente el 8 de julio de 2022 por Paramount Music.

## Recepción
En el sitio web del agregador de reseñas Rotten Tomatoes, el 96% de las 56 reseñas de los críticos son positivas, con una calificación promedio de 7.2/10. El consenso del sitio web dice: "Cuidado con los pedos: Beavis y Butthead están de regreso, y son tan estúpidamente hilarantes (¿O hilarantemente estúpidos?) Como siempre". En Metacritic, la película tiene una puntuación media ponderada de 70 sobre 100, basada en 19 críticos, lo que indica "críticas generalmente favorables". Andy Kelly de The Gamer elogió la película como una de las películas del año y una reposición bien hecha de la que también señaló que "Beavis and Butt-Head Do the Universe es un buen regreso a la forma para estos personajes, y para Mike Judge, cuyo enfoque distintivo de la comedia he echado mucho de menos". Sol Harris de la revista Starburst le dio a la película 4 de 5 estrellas de las cuales escribió: "Beavis and Butt-Head Do the Universe es una continuación completamente digna de Do America y, francamente, una de las favoritas para el título de la película más divertida de 2022".